# Aleksandr Zaychikov
Aleksandr Zaychikov, o Aljaksandr Zajčykaŭ (in bielorusso Аляксандр Зайчыкаў?; Minsk, 17 agosto 1992), è un sollevatore kazako di origine bielorussa vincitore della medaglia di bronzo olimpica nella categoria 105 kg ai Giochi di Rio de Janeiro 2016.

## Palmarès
- Giochi olimpici

Rio de Janeiro 2016: bronzo nei 105 kg.
- Campionati mondiali

Houston 2015: oro nei 105 kg